# 국립익산박물관
국립익산박물관(國立益山博物館)은 국립중앙박물관의 소속기관이다. 2015년 12월 30일 발족하였으며, 전북특별자치도 익산시 금마면 미륵사지로 362에 위치하고 있다. 관장은 학예연구관으로 보한다.

## 연혁
- 1991년 : 미륵사지유물전시관 건립부지 발굴조사
- 1992년 ~ 1994년 : 미륵사지유물전시관 건립
- 1994년 10월 7일 : 전라북도익산지구문화유적지관리사업소 설치조례 제정
- 1995년 1월 : 전라북도익산지구문화유적지관리사업소 개소
- 1996년 7월 4일 : 미륵사지출토 국가귀속유물 위·수탁 협약(19,049점)(국립전주박물관장-전라북도익산지구문화유적지관리사업소장)
- 1996년 11월 22일 : 미륵사지유물전시관 등록(제1종 종합박물관, 제95호)
- 1997년 5월 9일 : 미륵사지유물전시관 개관
- 2002년 : 사무동 1동 신축 및 기획전시실 1실 신설
- 2007년 7월 30일 : 중원출토 금동향로 국가귀속 및 보관청 지정(보관청: 미륵사지유물전시관)
- 2007년 8월 3일 : 미륵사지유물전시관으로 명칭 및 기구변경
- 2009년 9월 ~ 2010년 3월 : 상설전시실 리모델링.
- 2015년 12월 30일 : 국립미륵사지유물전시관으로 개편.
- 2019년 2월 26일 : 국립익산박물관으로 개편.
- 2020년 1월 10일 : 국립익산박물관 증축·개관

## 관람 안내
- 관람시간: 매일 10:00 ~ 18:00
- 휴관일: 매년 1월 1일, 매주 월요일(월요일이 공휴일인 경우 개관하고 다음 평일에 휴관)

## 조직

### 관장
- 기획운영과[3]
- 학예연구실[4]

## 소장품
2016년 12월 31일 기준 소장품 현황은 다음과 같다.
| 금속    | 토제     | 도자기 | 석   | 유리 보석 | 초제 | 나무 | 골각 패갑 | 지 | 피모 | 사직 | 종자 | 기타 | 계       |
| ------- | -------- | ------ | ---- | --------- | ---- | ---- | --------- | -- | ---- | ---- | ---- | ---- | -------- |
| 672건   | 17,466건 | 801건  | 58건 | 84건      | 3건  | 58건 | -         | -  | -    | -    | -    | 3건  | 19,145건 |
| 1,169점 | 17,554점 | 801점  | 58점 | 843점     | 3점  | 58점 | -         | -  | -    | -    | -    | 14점 | 20,500점 |

## 같이 보기
- 대한민국의 박물관과 미술관 목록
- 대한민국의 국립 박물관 목록